# Chantelle Swaby
Chantelle Monique Swaby (* 6. August 1998 in West Hardford, Connecticut) ist eine in den USA geborene jamaikanische Fußballspielerin. Ihre ältere Schwester Allyson Swaby ist ebenfalls jamaikanische Nationalspielerin.

## Karriere

### Vereine
In ihrer College-Zeit war sie von 2016 bis 2019 bei den Rutgers Scarlet Knights. Danach unterschrieb sie zur Saison 2020 einen Vertrag beim Sky Blue FC in der NWSL, kam dort aber nie zum Einsatz. Nachdem sie dann ab August 2020 ohne Klub war, unterschrieb sie Anfang 2021 in Schottland bei den Glasgow Rangers einen Vertrag. Erst galt ihr Vertrag nur bis zum Ende der Saison, aber am Ende verblieb sie sogar bis zum Ende der Spielzeit 2021/22. Zur Saison 2022/23 schloss sie sich dann in Frankreich dem Erstligisten FC Fleury 91 an. Zur Saison 2024/25 wurde sie vom englischen Erstligisten Leicester City unter Vertrag genommen.

### Nationalmannschaft
Zwar wurde sie mindestens einmal für die US-amerikanische U19 nominiert, erhielt hier jedoch keinen Einsatz. Mit der jamaikanischen A-Nationalmannschaft erhielt sie bereits im August bei der Qualifikation für die CONCACAF-Meisterschaft 2018 ihre ersten bekannten Einsätze. Hier war sie dann auch mit beim Turnier selbst dabei.
Nach ein paar weiteren Freundschaftsspielen im folgenden Jahr war sie dann auch bei der Weltmeisterschaft 2019 dabei und kam dort auf drei Einsätze. Daran anschließend war sie mit ihrem Team noch bei den Panamerikanischen Spielen 2019 vertreten. Im nächsten Jahr wiederum hatte sie nur in der Qualifikation für das Olympiaturnier 2020 ein paar Einsätze. Auch im folgenden Jahr kam sie nur in ein paar Freundschaftsspielen zum Einsatz. Weiter ging es dann im Jahr 2022, als sie sich mit ihrer Mannschaft wieder für die CONCACAF W Championship qualifizierte. Am Ende gelang es ihrer Mannschaft hier, sich auf dem dritten Platz zu positionieren.
Am 23. Juni 2023 wurde sie für den finalen Kader bei der Weltmeisterschaft 2023 nominiert.